# Castellino Tanaro
Castellino Tanaro (piemontiul: Castlin Tane) település Olaszországban, Piemont régióban, Cuneo megyében. Lakosainak száma 267 fő (2023. január 1.). Castellino Tanaro Ceva, Igliano, Lesegno, Marsaglia, Niella Tanaro, Roascio és Rocca Cigliè községekkel határos.

## Népesség
A település lakossága az elmúlt években az alábbi módon változott:
| Lakosok száma | 308  | 293  | 267  |
|               | 2017 | 2018 | 2023 |